# Shakin' It 4 Daddy
Shakin' It 4 Daddy è un brano musicale club pubblicato dal cantante americano Robin Thicke estratto dal suo quarto album in studio Sex Therapy. Il brano è eseguito in duetto con la rapper trinidadiana Nicki Minaj ed è stato reso disponibile per il download digitale dall'8 febbraio 2011. Il brano è stato scritto da Polow da Don, Ester Dean insieme a Robin Thicke e Nicki Minaj stessi.

## Il singolo
Il rapper Jay-Z ha dichiarato di essere stato lui a chiedere a Nicki Minaj di cantare in coppia con Robin Thicke e che lei ha accettato volentieri e, come lei stessa ha affermato "non potevo crederci quando mi ha chiesto di farlo" In un'intervista con MTV News, Robin Thicke ha dichiarato a proposito del brano: "eravamo in studio e ho fatto ascoltare a Jay-Z il mio album. E lui mi ha detto: 'dovresti chiamare Nicki Minaj per questa. Lei ha la voce giusta. Ha lei quello che cerchi'".
Nonostante il brano avrebbe dovuto essere estratto come singolo per gli Stati Uniti, il suo lancio è stato poi annullato per ragioni ignote. Il brano promozionale in Compact Disc è stato pubblicato negli Stati Uniti nel 2009 con l'audio non censurato, quello censurato e quello con i soli strumenti. Il brano è stato pubblicato per il download digitale come remix di Manon Dave dall'8 febbraio 2011 su store 7digital in diverse nazioni, tra cui l'Australia,
 Canada, Francia, Germania, Spagna, il Regno Unito e Stati Uniti.

## Date di pubblicazione
| Nazione     | Data            | Formato                   | Etichetta  |
| ----------- | --------------- | ------------------------- | ---------- |
| Australia   | 8 febbraio 2011 | Download digitale (remix) | Interscope |
| Canada      | 8 febbraio 2011 | Download digitale (remix) | Interscope |
| Francia     | 8 febbraio 2011 | Download digitale (remix) | Interscope |
| Germania    | 8 febbraio 2011 | Download digitale (remix) | Interscope |
| Spagna      | 8 febbraio 2011 | Download digitale (remix) | Interscope |
| Regno Unito | 8 febbraio 2011 | Download digitale (remix) | Interscope |
| Stati Uniti | 8 febbraio 2011 | Download digitale (remix) | Star Trak  |